# Anson (Wisconsin)
Anson es un pueblo ubicado en el condado de Chippewa en el estado estadounidense de Wisconsin. En el Censo de 2010 tenía una población de 2.076 habitantes y una densidad poblacional de 20,27 personas por km².

## Geografía
Anson se encuentra ubicado en las coordenadas 45°1′8″N 91°15′22″O / 45.01889, -91.25611. Según la Oficina del Censo de los Estados Unidos, Anson tiene una superficie total de 102.43 km², de la cual 96.56 km² corresponden a tierra firme y (5.73%) 5.87 km² es agua.

## Demografía
Según el censo de 2010, había 2.076 personas residiendo en Anson. La densidad de población era de 20,27 hab./km². De los 2.076 habitantes, Anson estaba compuesto por el 97.59% blancos, el 0.43% eran afroamericanos, el 0.29% eran amerindios, el 0.43% eran asiáticos, el 0% eran isleños del Pacífico, el 0.19% eran de otras razas y el 1.06% pertenecían a dos o más razas. Del total de la población el 0.29% eran hispanos o latinos de cualquier raza.